# Ербах-ан-дер-Донау
Ербах (нім. Erbach) — місто в Німеччині, знаходиться в землі Баден-Вюртемберг. Підпорядковується адміністративному округу Тюбінген. Входить до складу району Альб-Дунай.
Площа — 63,92 км2. Населення становить 13 728 ос. (станом на 31 грудня 2020).